# Футбольные ворота
Футбольные ворота — ворота, используемые при игре в футбол; состоят из двух вертикальных стоек (штанги), находящихся на равном расстоянии от угловых флагштоков (то есть ворота должны размещаться по центру линии ворот), соединённых вверху горизонтальной перекладиной.

## Конструкция
Расстояние между стойками — 7,32 метров (8 ярдов) — для профессионального футбола (для детско-юношеского и любительского — 3,7 м, 4,0 м, 4,2 м), а расстояние от нижнего контура перекладины до поверхности земли — 2,44 м (8 футов). Ширина и высота сечения обеих стоек и перекладины одинаковы и не превышают 12 см (5 дюймов). Стойки и перекладина ворот должны быть изготовлены из дерева, металла или иного разрешённого соответствующим стандартом материала, иметь форму круга, эллипса, прямоугольника или квадрата в поперечном сечении и окрашиваться в белый цвет.
Ворота должны быть надёжно закреплены на земле; использование переносных ворот допустимо лишь в случае соответствия их данному требованию. К воротам и грунту за воротами могут прикрепляться сетки, которые должны быть надежно закреплены и расположены так, чтобы не мешать вратарю.
В настоящее время на футбольных матчах, как правило, используются ворота, представляющие в своей основе лишь две штанги и перекладину, вкопанные в землю. Сетка ворот поддерживается тросами, идущими от дополнительных стоек, располагающихся за воротами, которые жёстко не входят в состав каркаса (не являются его продолжением). Частный случай — тросы могут крепиться не к стойкам, а к ограждениям или другим хозяйственно-инженерным конструкциям стадиона. Этим исключается возможность травматизма забежавшего внутрь площади ворот футболиста по причине отсутствия металлических частей за линией ворот. Стойки, поддерживающие сетку посредством тросов, не должны располагаться слишком близко к ней, дабы исключалась возможность контакта. Ранее использовавшиеся на футбольных матчах ворота также были вкопаны в землю, но сетку поддерживали металлические стойки, шедшие от крестовин непосредственным (прямым) образом. На тренировках же часто используются переносные (цельнообъединённые с дополнительными стойками) ворота, в том числе — на колёсиках.

### Деление ворот на зоны и квадраты
Футбольные ворота условно делятся на три зоны по девять квадратов каждая: три ряда по три квадрата. Каждому квадрату присваивается условный номер от 0 до 9. Все квадраты центральной зоны ворот имеют условное обозначение 0, поэтому она не размечается. В крайних боковых зонах ворот счёт квадратов начинается с нижнего ряда так, что над первым квадратом (тем, который ближе всего к центру ворот) располагается четвёртый, над четвёртым — седьмой, и т. д. Эта нумерация происходит от разметки на тренировочном щите, на котором футболисты отрабатывают удары по воротам.
Деление ворот на квадраты делается в тренировочных целях: обычно тренер даёт полевым игрокам задание бить по воротам, стараясь попасть мячом в точно определённое место (например, «четвёрка» — это рядом с серединой ворот, «тройка» и «девятка» — нижний и верхний углы ворот и т. д.).
Таким образом, два нижних угла ворот называются «тройками», а два верхних — у пересечения боковых штанг и перекладины — «девятками». Поскольку квадраты центральной зоны ворот вообще никак не нумеруются (везде условный 0), то футбольные комментаторы в соответствующих случаях обычно используют выражения «пробить низом или верхом по центру ворот, пробить под перекладину», а крайним же боковым участкам ворот принято давать названия «тройки», «шестёрки» и «девятки» (никакие другие цифры кроме этих комментаторами больше не называются в силу сложности определения «на глаз», в какой же именно условный квадрат влетел мяч), и при этом тут же следует уточнять, о правой или левой стороне ворот идёт речь.
В описании разметки ворот имеется определённый разнобой: так, некоторые источники приводят другую разметку щита (называемого ими «щит-забор») с нумерацией в виде советских школьных оценок (от 2 до 5), другие же сообщают, что нижние углы называются «шестёрками».
В разговорном языке выражение «попасть в „девятку“» употребляется только в том случае, если мяч попал точно «под крестовину», то есть около места пересечения штанги и перекладины, а используемое выражение «снять паутину (с угла ворот)» означает попадание не просто в «девятку», а точно впритирку к месту пересечения штанги с перекладиной ворот (то есть куда уже как бы настолько давно не попадали, что там паук сплел паутину).

## Площадь ворот
У каждых ворот размечается площадь ворот (вратарская площадь) — зона, из пределов которой вратарь либо иной игрок выполняет удар от ворот.
Из точек на расстоянии 5,5 м (6 ярдов) от внутренней стороны каждой стойки ворот, под прямым углом к линии ворот вглубь поля проводятся две линии. На расстоянии 5,5 м (6 ярдов) эти линии соединяются другой линией, параллельной линии ворот. Таким образом, размеры площади ворот — 18,32 м (20 ярдов) на 5,5 м (6 ярдов).

## История
На заре футбола между боковыми штангами была натянута верёвка. В 1875 году её заменила перекладина. В январе 1891 года на одном из матчей в городе Ноттингеме впервые за воротами была натянута сетка.
С 2012 года ворота крупных стадионов начали оборудоваться системой автоматического определения голов.

## Прочее
- Круглая форма штанг зачастую при кручёных ударах приводит к непредсказуемым отскокам мяча от неё, иногда с залетанием за линию ворот и возвращением его в поле после отскока от земли (так было, например, в финале ЧМ-1966 в Англии).
- Футбольные ворота могут оказаться причиной серьёзной травмы игрока (например, из-за удара головой о штангу). Для предохранения от этого некоторые вратари современности надевают специальный шлем.
- Незакреплённые футбольные ворота во дворах и на спортивных площадках являются причиной смерти более 50 людей в год[5][6].